# Glenea sexpunctata
Glenea sexpunctata är en skalbaggsart som beskrevs av Aurivillius 1926. Glenea sexpunctata ingår i släktet Glenea och familjen långhorningar.
Artens utbredningsområde är Filippinerna. Inga underarter finns listade i Catalogue of Life.